# 女同士
『女同士』（おんなどうし）は、東海テレビ制作・フジテレビ系列で、2000年7月3日～9月22日に放送された昼ドラマである。

## キャスト
- 倉沢大海：渡辺典子
- 桐島奈緒：中川安奈
- 上条龍一：冨家規政
- 田島慎一  : 沢向要士
- 加納正人 : 志村東吾
- 鰐淵晴子
- 佐藤仁哉
- 河原崎有稀
- 勝部演之
- 有沢妃呂子
- 楊原京子
- 松阪隆子
- 佐渡稔
- 近江谷太朗
- 佐古正人
- 金子雄
- 樋口浩二
- 草薙良一
- 福井裕子
- 村岡英美
- 相澤慈元
- 浅沼晋平
- 石井愃一
- 高杉航大
- 松谷由起子
- 堀田眞三
- 内野智
- 久保田民絵
- 松村明
- 柚木佑美
- 星野光代
- 中山克己
- 水森コウ太
- 山田百貴
- 松美里杷
- 中田敦夫
- 今本洋子
- 森康子
- 阿部六郎
- 本田清澄
- 唐木ちえみ
- 大塚洋
- 藤本洋子
- 小泉麻寸彦
- 奥野月琴
- 甲斐崎愛

## スタッフ
- 企画：出原弘之
- 演出：西本淳一、藤木靖之
- 演出補：坂梨公紀
- 制作担当：八鍬敏正
- プロデューサー：塚田泰浩、石原達也、鶴啓二郎
- プロデューサー補：市野直親
- 脚本：清水喜美子、関根俊夫、田部俊行
- 音楽：中川幸太郎
- 音楽制作：オフィス・トゥー・ワン
- 選曲・効果：堀尾守央
- 美術デザイン：金子幸雄
- 技術：松岡良治
- カメラ：中島康行
- 照明：太田亘
- VE：酒井克巨
- 技術協力：東通
- 制作：東宝、東海テレビ放送

## 主題歌
- 『Blue Sky』
  - 作詞・歌：華原朋美 / 作曲：桑原秀明 / 編曲：明石昌夫
  - レーベル：ワーナーミュージック・ジャパン